# 楠木正儀
楠木正仪（日语：／ Kusunoki Masanori，1330年—1389年），南北朝时代武将。南朝的有力武将楠木正成的三男。楠木正行、正时之弟。

## 生平

### 三夺京都
正平3年/贞和4年（1348年）兄长正行和正时在四條畷之战中败于高师直战死，正仪继任楠木氏家督并成为南朝方的先锋武将。同年与高师泰大战于河内国石川。正平4年/贞和5年（1349年）在河内国南部各地与北朝方进行过数次小规模战斗。
正平5年/观应元年（1350年）趁室町幕府爆发内乱（观应扰乱）之际努力挽回南朝的势力，进行合南北两朝为一的活动。正平一统后的正平7年/文和元年（1352年）同北畠显能、千种显经一同驱逐足利义诠，时隔17年再次夺回京都，然而被得到喘息的义诠在男山八幡击败，仅仅1个月后京都再次易手。
在此之后在畿内各地征兵，在摄津国・河内国扩大势力。正平9年/文和3年（1354年）足利直冬作为南朝方武将从九州上洛之际正仪也一同出战，一度又占领了京都，但随即义诠再次反击，不得不撤退。
正平16年/康安元年（1361年）与在室町幕府的政治斗争（康安政変）中失势投降南朝的前幕府执事细川清氏联手，第三次夺回了京都，但一个月以后又不得不撤退。
另一方面，正仪与佐佐木道誉等人一同推动南北朝合体。正平22年/贞治6年（1367年）在管领细川赖之的仲介下与北朝议和，但因为将军义诠否决最终未果。

### 投降北朝
第二年，对正仪寄予信任的后村上天皇驾崩，继位的不是主和派的熙成亲王（之后的后龟山天皇）而是主张对北朝强硬的长庆天皇。正仪作为主和派的中心人物在南朝受到孤立。正平24年/应安2年（1369年）正仪在知己细川赖之仲介下臣服于将军足利义满，向北朝方投降。正仪的举动引起了南朝朝廷和楠木一族的强烈反弹，遭到了进攻，但是被赖之派出的援军所救。 正仪投降之后官位左卫门督，以及和泉、河内的守护职都被北朝继续保留。

### 复归南朝
后来细川赖之在幕府内的权力被削弱，依靠赖之的正仪的地位也渐渐动摇。天授5年/永和4年（1378年）被义满免去河内国守护一职，第二年天授5年/康历元年（1379年）由于赖之在康历政变中再次失势，正仪在北朝中又被孤立。弘和2年/永德2年（1382年）再次回归南朝，被任命为参议。第二年主战的长庆天皇让位于主和的后龟山天皇。元中2年/至德2年（1385年）参加了二王山合战，同年与在纪伊国三谷城举兵的北朝方的山名义理交战，不敌。
有元中6年/康应元年（1389年）去世的说法，也有元中8年/明德2年（1391年）8月22日在赤坂战死的说法。

## 人物评价
- 『太平記』记载对正仪评价不佳，记载其性格「与父亲正成和兄长正行不同，稍微有点愚笨」但是从另一方面来看，也可以说正仪性格慎重，回避没有胜算的战斗。
- 武将生涯中曾多次为夺回京都展开会战，然而批判南朝公家急于夺回京都的想法。
- 近世以水户学为中心的南朝史观质疑正仪投降北朝的做法。同样以南朝为正统的赖山阳在『日本外史』中同时记录了两种观点。
- 是同世代南朝方武将中最优秀的战术家。在劣势当中，以寡兵遏制并击退了高师泰等北朝大军的攻势，数次体现了其军事才能。另一方面也给予俘虏衣物和药物，并予以释放，也有人道家的一面。
- 『太平記』记载占领京都期间曾经在北朝方的佐佐木道誉府邸中巡视。
- 有传言认为是一休宗纯的祖父或者曾祖父。